# Новосілки (Чорнобильський район)
Новосілки — колишнє село в Україні, за 20 км від ЧАЕС та за 16 км від колишнього райцентру — міста Чорнобиль, в Іванківському районі Київської області. До 1986 року входило до складу Чорнобильського району і підпорядковувалося Заліській сільській раді.
Час виникнення села невідомий. Л. Похилевич лише згадує про декілька давніх курганів поблизу села, пов'язаних, за розповідями селян, із якоюсь давньою битвою з татарами.
1864 року у селі мешкало 174 мешканці. 1887 року населення становило вже 220 осіб.
1900 року Новосілки — власницьке село, налічувалося 58 дворів, проживало 394 мешканці. Працював вітряк. Село підпорядковувалося Чорнобильській волості.
Напередодні аварії у селі проживало 260 мешканців, було 123 двори (господарства).
Після аварії на станції 26 квітня 1986 село було відселене внаслідок сильного забруднення, а мешканці переселені у село Нове Залісся. Офіційно зняте з обліку 1999 року за відсутністю жителів.
Після Чорнобильської катастрофи село увійшло до 30-кілометрової зони відчуження.
Частина села згоріла під час лісових пожеж у 1992 році.
З кінця лютого до 1 квітня 2022 року село було окуповане російськими військами.